# Michael Walsh (General)

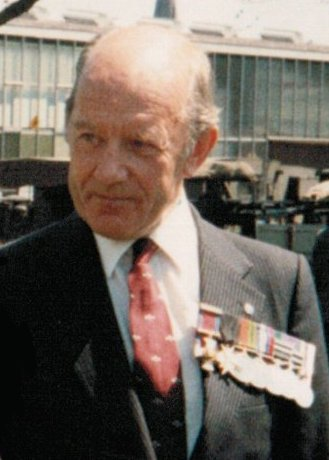
Michael Walsh

Michael John Hatley Walsh (* 10. Juni 1927 in Harrogate, Yorkshire; † 13. Oktober 2015) war ein britischer Generalmajor und zwischen 1982 und 1988 Chief Scout of the United Kingdom and Overseas Territories des Pfadfinderverbandes im Vereinigten Königreich.

## Leben
Michael Walsh war an zwei unabhängigen Schulen: an der Clifton House School in Harrogate, Yorkshire und an der Sedbergh School in Cumbria. Er war Mitglied des lokalen Scout Troops.
Walsh trat im Jahr 1944 in das King’s Royal Rifle Corps ein. Im Winter 1946/47 war er in Italien eingesetzt, um Triest gegen Titos Partisanen zu verteidigen. Im November 1956 wurde er während der Sueskrise beauftragt, das El Gamil Airfield nahe Port Said als Teil der Operation Musketeer zu erobern.
Er war von 1988 bis 1995 Ehrenpräsident der Society of Knights of the Round Table.